# Grock
Grock, vlastním jménem Charles Adrien Wettach (10. ledna 1880 Loveresse – 14. července 1959 Imperia) byl švýcarský klaun.
Byl synem hodináře a amatérského kabaretiéra. Jako artista původně vystupoval spolu se svou sestrou, jako třináctiletý se přidal k Wetzelově cirkusu, od roku 1903 vystupoval spolu s klaunem Brickem (Marius Galante) a později s Antonetem (Umberto Guillaume), původně v cirkusech a později se zaměřil na varieté včetně Folies Bergère a Olympie. V letech 1919–1920 podnikl úspěšné turné po USA. V době mezi světovými válkami byl nejlépe placeným bavičem v Evropě.
Vynikal v akrobacii a hudební klauniádě, ovládal patnáct nástrojů a některé si podle vlastních návrhů nechal vyrábět u firmy Hohner, složil 2500 písní. Ovládal plynně šest jazyků. Hrál titulní roli ve filmu Na shledanou, pane Grocku (1950, režie Pierre Billon). Poslední vystoupení absolvoval v říjnu 1954. Vydal autobiografickou knihu Nit mö-ö-ö-glich. Die Memoiren des Königs der Clowns.
Zemřel ve své vile na italské Riviéře, kterou pro něj v duchu art deco navrhl Armando Brignole. Na jeho památku se od roku 2003 uděluje cirkusovým umělcům cena Grock d'or.